# Club Atlètic Manresa
El Club Atlètic Manresa (CAM) és un club d'atletisme de la ciutat de Manresa.
El CAM va ser fundat l'any 1955. Va néixer després de l'escissió de la secció d'atletisme del Centre d'Esports Manresa. Anteriorment, l'atletisme manresà es concentrava en les seccions d'atletisme del Centre Excursionista Avant (1922) i del Centre Excursionista de la Comarca del Bages (1926). Des de la seva fundació, ha estat l'únic club local d'atletisme. El primer president fou Joan Lladó. El 1958 s'inaugurà l'estadi del Congost, que substituí les instal·lacions del Pujolet. Aquest és ara l'estadi municipal d'atletisme de Manresa situat a la zona esportiva del Congost, al costat del riu Cardener. El 1963 organitzà la primera edició del Cros Ciutat de Manresa, que el 1975 esdevingué internacional. També l'any 1963 creà l'equip femení. El 1972 es reformà l'estadi del Congost, es construïren les grades i s'amplià la pista a vuit carrers. El 1985 s'inauguraren les noves pistes de material sintètic amb la disputa d'un míting internacional. Els equips masculí i femení han participat en diverses ocasions en la Lliga estatal de clubs de primera divisió. L'entitat té uns 200 esportistes i uns 600 associats (2011) i disposa d'una escola d'atletisme. Entre els atletes més importants que han passat pel club destaquen Miquel Cánovas, Mercè Rosich Vilaró i Dolors Vives Jorba.
Precisament, Mercè Rosich ha estat presidenta del CAM entre els anys 2000 i 2017, any en què deixà la presidència per presentar-se a les eleccions per dirigir la Federació Catalana d'Atletisme, que a la fi va perdre per un sol vot. Des d'aquell moment l'entitat estigué conduïda per una junta gestora encapçalada per Josep Maria Gil com a president. El 2019 a l'assemblea extraordinària del Club Rosich recupera el càrrec de presidenta del CAM. Entre els presidents que va tenir el club destaquen el seu primer president Joan Lladó, que ho fou des de la creació del club el 1955, Pere Santasusana Robert, Ferran Lladó, quart president entre els anys 1960 i 1966, Antoni Olivé i Badosa, cinquè president del CAM, que va dirigir el club del Congost del 1966 al 1974 o Jaume Olivé, màxim responsable entre els anys 1974 i 1976.

## Palmarès
Aire lliure
|                                               | Campió                 |
| --------------------------------------------- | ---------------------- |
| Absolut, categoria masculina (1944-2012)      | -                      |
| Absolut, categoria femenina (1965-2012)       | -                      |
| Absolut, categoria conjunta (2013-2022)       | -                      |
| Sub20/Junior, categoria masculina (1992-2022) | 2022                   |
| Sub20/Junior, categoria femenina (1992-2022)  | 2005                   |
| Sub16/Cadet, categoria masculina (1986-2022)  | 2007, 2008, 2015, 2019 |
| Sub16/Cadet, categoria femenina (1986-2022)   | 2016, 2018, 2019       |